# Новогвінейська кампанія
Новогвінейська кампанія (1942—1945) — одна з ключових кампаній на Тихоокеанському театрі військових дій під час Другої світової війни.
Нова Гвінея була стратегічно важлива для японців, через своє розташування безпосередньо на північ від Австралії. Крім географічного розташування там знаходилися важливі військово-морські та повітряні бази для подальшого наступу на Австралію.

## Бойові дії
23 січня 1942 року японська 18-та армія висадилася в Рабаулі. 8 березня японці висадилися на Папуа Новій Гвінеї і почали тіснити війська союзників у напрямку Порт-Морсбі. Американські і австралійські війська намагалися чинити жорсткий опір на Кокодському шляху, але японські частини завдали їм значних втрат.
Австралійці відчайдушно захищали Порт-Морсбі, використовуючи всі ресурси, які в них були в розпорядженні. Наприклад, гостра нестача засобів протиповітряної оборони змусила командування Союзників перекинути в район Порт-Морсбі 75-у ескадрилью RAAF, яка встигла отримати літаки Kittyhawk всього дев'ять днів тому. Ескадрилья змогла стримувати натиск японської палубної авіації протягом 44 днів. За цей час австралійці збили 18 літаків супротивника, ще 17 знищили на землі, але і самі зазнали значних втрат. Залишки 75-ї ескадрильї відвели в тил 7 травня, а оборону Порт-Морсбі доручили частинам USAAF, які встигли прибути на Нову Гвінею з Австралії.
Першою ціллю, якої японці намагалися досягти за будь-яку ціну, було місто Буна, що контролювало дорогу на Порт-Морсбі. Зазнавши значних втрат японці все ж таки змогли оволодіти цим ключовим пунктом. Союзники, теж зазнавши значних втрат, змінили тактику та почали вести диверсійну роботу на японських комунікаціях, чим сильно сповільнили просування японців вперед. Крім того в японській армії почалася епідемія тропічних хвороб та дизентерії.
Незважаючи ні на що, 17 вересня японські війська вийшли до передмістя Порт-Морстбі. Проте, до цього часу Союзники встигли перекинути в Порт-Морстбі свіжі сили. Перейшовши в контрнаступ австралійські та американські війська відкинули японців назад в джунглі, а 2 січня 1943 року звільнили Буну.
Під час японського наступу на Порт-Морсбі великого значення набув район Мілн-Бей, розташований в східній частині Нової Гвінеї. Австралійці були зацікавлені втримати цей район в своїх руках, щоб противник не міг організовувати там аеродроми та завдавати ударів по Порт-Морсбі. Весь серпень і вересень 1942 року в Мілн-Бей йшли безперервні бої. Австралійці мали в своєму розпорядженні, в цьому регіоні, майже дев'ять тисяч солдатів. Авіація Союзників завдавала авіаударів по місцях висадки морських конвоїв та комунікаціям, завдаючи японцям значних втрат. В результаті японці змушені були зупинити наступ.
Всередині січня 1943 року японський наступ був повністю зупинений, у зв'язку з поразкою японської армії на Гуадалканалі. На початок лютого острів Гуадалканал був залишений японцями.
У боях в Новій Гвінеї брали участь 5-а, 7-а і 9-а австралійські дивізії і 6-а армія США за підтримки 5-го і 7-го флотів США з весни 1943 до кінця вересня 1944. 29-30 червня 1943 року Союзники висадили десант південніше Саламауа, а 11 вересня Саламауа перейшов до рук американців. Через п'ять днів пав Лае. 2 жовтня війська Союзників увійшли в Фіншхафен.
11 жовтня 1943 року полковник Ніл Кірбі із 348-ї ескадрильї завдав значного удару по 14-й повітряній бригаді японців.
Як тільки японська база в Рабаулі була взята в кільце, опір японської армії в Новій Гвінеї почав стрімко слабшати.
Останні військові підрозділи капітулювали у вересні 1945 року.
Японські війська втратили понад 200 000 чол. загиблими і пораненими.